# 杜米克河
51°4′41.5″N 7°50′2″E / 51.078194°N 7.83389°E

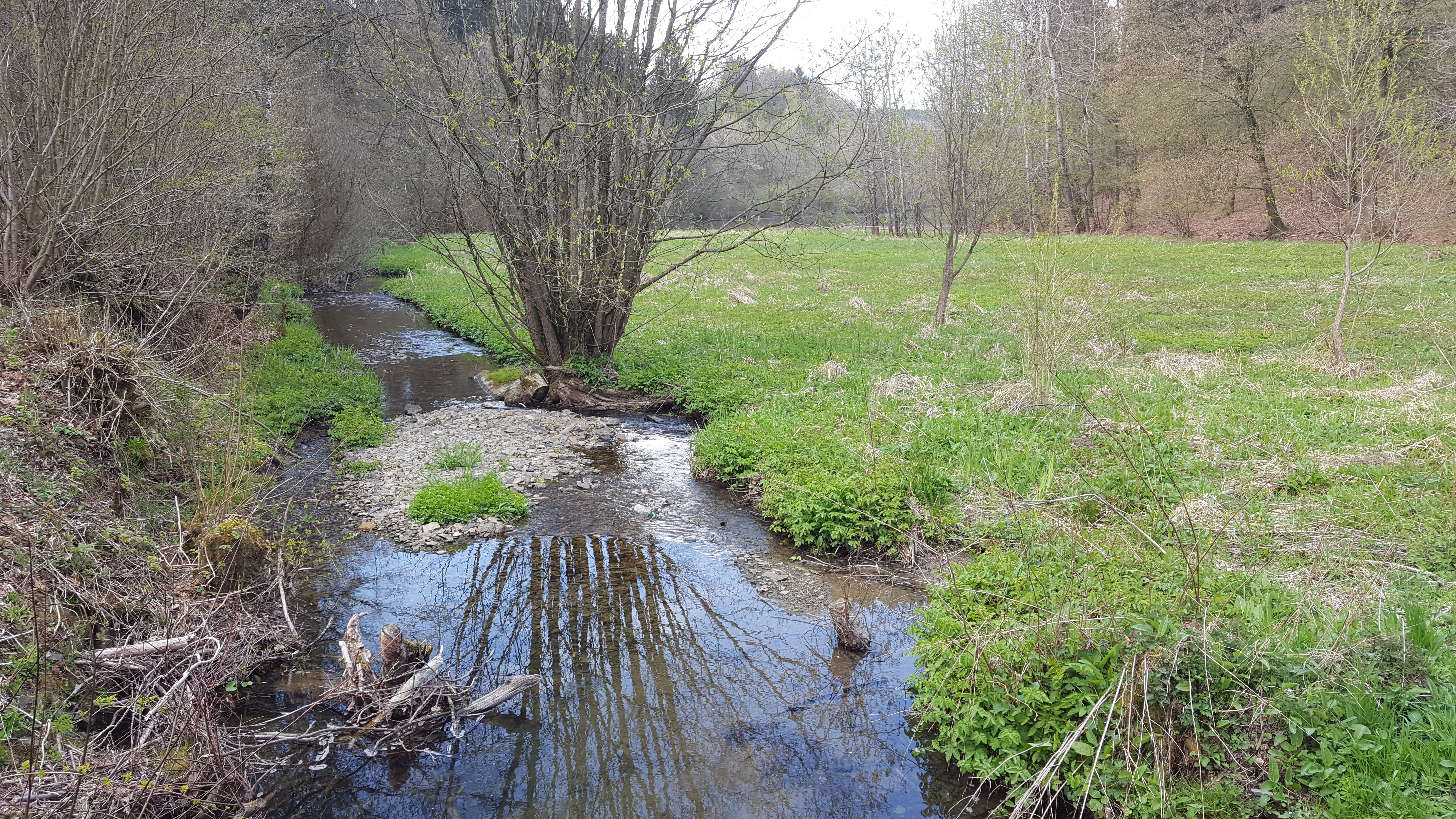
杜米克河

杜米克河（德語：Dumicke），是德國的河流，位於該國西部，流經北萊茵-威斯特法倫州，屬於比格河的左支流，河道全長4.6公里，流域面積3.8平方公里。